# Erotica (cântec)
Erotica este primul single de pe controversatul album al Madonnei, Erotica. Acesta a iscat controverse datoritǎ videoclipului care conținea scene de nuditate.

## Compunerea
Varianta inițială avea o instrumentație asemănătoare cu cea finală, cu toate că refrenul era cu totul altul.

## Recenzii

### Premii și recunoașteri
| Anul | Ceremonia                        | Premiul                        | Rezultatul |
| ---- | -------------------------------- | ------------------------------ | ---------- |
| 1992 | The 1990 Pazz & Jop Critics Poll | Singles                        | Locul 24   |
| 2011 | FUSE                             | 100 Sexiest Videos of All Time | Locul 37   |

## Videoclipuri
Videoclipul a debutat pe MTV după miezul nopții, fără publicitate prealabilă. Conținutul sexual deloc subtil a dus la interzicerea Madonnei de a intra în Vatican, muzica ei fiind interzisă la toate posturile de radio ce transmiteau acolo.

## Interpretări live
Prima oara cântecul a fost interpretat la turneul The Girlie Show, iar 13 ani mai târziu a fost interpretat în Confessions Tour. A fost folosit de You Thrill Me.

## Versiuni
- 7-maxi-single

1. Album edit
2. Kenlou B-Boy Mix
3. William Orbit 12” Mix
4. Underground Club Mix
5. Masters At Work Dub
6. Jeep Beats
7. Madonna In My Jeep Mix